# Bahnstrecke Lebach–Völklingen
| Reaktivierter Bahnhof Walpershofen, heute Walpershofen Mitte. |                                     |                                       |                                       |
| Streckennummer (DB): | 3291                                |                                       |                                       |
| Kursbuchstrecke (DB): | 635                                 |                                       |                                       |
| Kursbuchstrecke: | 235a (1935) 265e (1944) 265f (1946) |                                       |                                       |
| Streckenlänge: | 22 km                               |                                       |                                       |
| Spurweite: | 1435 mm (Normalspur)                |                                       |                                       |
| Stromsystem: | 750 Volt =                          |                                       |                                       |
| |                                     |                                       |                                       |
| \| \| \| Primstalbahn von Primsweiler \| \| \| \| 0,0 \| Lebach \| Lebach \| \| \| \| Primstalbahn nach Wemmetsweiler \| \| \| \| 1,3 \| Lebach Süd \| Lebach Süd \| \| \| 2,4 \| Landsweiler Nord \| Landsweiler Nord \| \| \| 3,3 \| Landsweiler Süd (ab 2014) \| Landsweiler Süd (ab 2014) \| \| \| \| Spitzeich-Tunnel (476 m) \| \| \| \| 5,8 \| Eiweiler (bis 1985) \| Eiweiler (bis 1985) \| \| \| 6,0 \| Eiweiler Nord \| Eiweiler Nord \| \| \| \| Eiweiler Viadukt über den Köllerbach \| \| \| \| 6,6 \| Eiweiler \| Eiweiler \| \| \| 7,5 \| Heusweiler Kirschhof \| Heusweiler Kirschhof \| \| \| \| A 8 \| \| \| \| 8,1 \| Heusweiler In der Hommersbach \| Heusweiler In der Hommersbach \| \| \| 9,2 \| Heusweiler Markt \| Heusweiler Markt \| \| \| \| B 268 \| \| \| \| 9,4 \| Heusweiler (bis 1985) \| Heusweiler (bis 1985) \| \| \| 9,6 \| Heusweiler Schulzentrum \| Heusweiler Schulzentrum \| \| \| \| Köllerbach \| \| \| \| 10,3 \| Walpershofen Mühlenstraße \| Walpershofen Mühlenstraße \| \| \| \| L 136 \| \| \| \| \| von Grube Dilsburg (bis 1931) \| \| \| \| \| L 136 \| \| \| \| 10,8 \| Walpershofen Mitte (ab 1936) \| Walpershofen Mitte (ab 1936) \| \| \| \| Saarbahn nach Saarbrücken (seit 2011) \| \| \| \| 12,5 \| Etzenhofen \| Etzenhofen \| \| \| 14,1 \| Köllerbach (früher: Kölln (Saar)) \| Köllerbach (früher: Kölln (Saar)) \| \| \| \| Köllerbach \| \| \| \| 16,5 \| Püttlingen (Saar) \| Püttlingen (Saar) \| \| \| \| L 136 \| \| \| \| \| ehem. von Püttlingen Grube \| \| \| \| 19,9 \| Völklingen-Heidstock (ab 1936) \| Völklingen-Heidstock (ab 1936) \| \| \| \| \| \| \| \| \| Heidstock-Tunnel (192 m, ab 1914) \| \| \| \| \| von Saarbrücken \| \| \| \| \| (ehem. Überwerfungsbauwerk) \| \| \| \| 22,0 \| Völklingen \| Völklingen \| \| \| \| nach Karthaus \| \| |                                     |                                       |                                       |
| Strecke |                                     | Primstalbahn von Primsweiler          | Primstalbahn von Primsweiler          |
| Bahnhof | 0,0                                 | Lebach                                | Lebach                                |
| Abzweig geradeaus und nach links |                                     | Primstalbahn nach Wemmetsweiler       | Primstalbahn nach Wemmetsweiler       |
| Haltepunkt / Haltestelle | 1,3                                 | Lebach Süd                            | Lebach Süd                            |
| Bahnhof | 2,4                                 | Landsweiler Nord                      | Landsweiler Nord                      |
| Haltepunkt / Haltestelle | 3,3                                 | Landsweiler Süd (ab 2014)             | Landsweiler Süd (ab 2014)             |
| Tunnel |                                     | Spitzeich-Tunnel (476 m)              | Spitzeich-Tunnel (476 m)              |
| ehemaliger Bahnhof | 5,8                                 | Eiweiler (bis 1985)                   | Eiweiler (bis 1985)                   |
| Bahnhof | 6,0                                 | Eiweiler Nord                         | Eiweiler Nord                         |
| Brücke über Wasserlauf |                                     | Eiweiler Viadukt über den Köllerbach  | Eiweiler Viadukt über den Köllerbach  |
| Haltepunkt / Haltestelle | 6,6                                 | Eiweiler                              | Eiweiler                              |
| Haltepunkt / Haltestelle | 7,5                                 | Heusweiler Kirschhof                  | Heusweiler Kirschhof                  |
| Brücke |                                     | A 8                                   | A 8                                   |
| Haltepunkt / Haltestelle | 8,1                                 | Heusweiler In der Hommersbach         | Heusweiler In der Hommersbach         |
| Bahnhof | 9,2                                 | Heusweiler Markt                      | Heusweiler Markt                      |
| Strecke mit Straßenbrücke |                                     | B 268                                 | B 268                                 |
| ehemaliger Bahnhof | 9,4                                 | Heusweiler (bis 1985)                 | Heusweiler (bis 1985)                 |
| Bahnhof | 9,6                                 | Heusweiler Schulzentrum               | Heusweiler Schulzentrum               |
| Brücke über Wasserlauf |                                     | Köllerbach                            | Köllerbach                            |
| Haltepunkt / Haltestelle | 10,3                                | Walpershofen Mühlenstraße             | Walpershofen Mühlenstraße             |
| Brücke |                                     | L 136                                 | L 136                                 |
| Abzweig geradeaus und ehemals von links |                                     | von Grube Dilsburg (bis 1931)         | von Grube Dilsburg (bis 1931)         |
| Brücke |                                     | L 136                                 | L 136                                 |
| Bahnhof | 10,8                                | Walpershofen Mitte (ab 1936)          | Walpershofen Mitte (ab 1936)          |
| Abzweig ehemals geradeaus und nach links |                                     | Saarbahn nach Saarbrücken (seit 2011) | Saarbahn nach Saarbrücken (seit 2011) |
| Bahnhof (Strecke außer Betrieb) | 12,5                                | Etzenhofen                            | Etzenhofen                            |
| Haltepunkt / Haltestelle (Strecke außer Betrieb) | 14,1                                | Köllerbach (früher: Kölln (Saar))     | Köllerbach (früher: Kölln (Saar))     |
| Brücke über Wasserlauf (Strecke außer Betrieb) |                                     | Köllerbach                            | Köllerbach                            |
| Bahnhof (Strecke außer Betrieb) | 16,5                                | Püttlingen (Saar)                     | Püttlingen (Saar)                     |
| Strecke mit Straßenbrücke (Strecke außer Betrieb) |                                     | L 136                                 | L 136                                 |
| Abzweig geradeaus und von links (Strecke außer Betrieb) |                                     | ehem. von Püttlingen Grube            | ehem. von Püttlingen Grube            |
| Bahnhof (Strecke außer Betrieb) | 19,9                                | Völklingen-Heidstock (ab 1936)        | Völklingen-Heidstock (ab 1936)        |
| Verschwenkung von links (Strecke außer Betrieb) · Verschwenkung von rechts (Strecke außer Betrieb) |                                     |                                       |                                       |
| Strecke (außer Betrieb) · Tunnel (Strecke außer Betrieb) |                                     | Heidstock-Tunnel (192 m, ab 1914)     | Heidstock-Tunnel (192 m, ab 1914)     |
| Abzweig ehemals geradeaus und von links · Kreuzung geradeaus oben (Strecke geradeaus außer Betrieb) |                                     | von Saarbrücken                       | von Saarbrücken                       |
| Verschwenkung nach links · Verschwenkung nach rechts (Strecke außer Betrieb) |                                     | (ehem. Überwerfungsbauwerk)           | (ehem. Überwerfungsbauwerk)           |
| Bahnhof | 22,0                                | Völklingen                            | Völklingen                            |
| Strecke |                                     | nach Karthaus                         | nach Karthaus                         |

Die Bahnstrecke Lebach–Völklingen ist eine eingleisige Nebenbahn, die ursprünglich von Lebach nach Völklingen führte. Auf Grund der Tatsache, dass sie durch das Köllertal führte, wird sie auch Köllertalbahn genannt. Heute ist der 10,8 km lange nördliche Abschnitt Teil der Saarbahn und wird mit Stadtbahn-Fahrzeugen befahren. Zu diesem Zweck ist die Strecke zwischen Lebach und Walpershofen Mitte mit 750 Volt Gleichspannung elektrifiziert. Der südliche Abschnitt zwischen Walpershofen Mitte und Völklingen ist zurückgebaut.

## Geschichte
Gegen Ende des 19. Jahrhunderts wurden die Orte im Köllertal immer mehr zu Wohngebieten der im Saarrevier beschäftigten Hüttenarbeiter und Bergleute. Legten die Arbeiter anfangs die weiten Wege zu ihren Arbeitsplätzen zu Fuß zurück, so regte sich jedoch der Wunsch, auch das Köllertal mit der Eisenbahn zu erschließen.

Südende der Strecke, Situation 1911 bis 1914, vor Bau des Heidstock-Tunnels.

Nach mehreren Eingaben und Bittschriften wurde am 15. Juni 1906 der Bau der Köllertalbahn vom preußischen König per Gesetz Nummer 25 genehmigt. 1909 begannen die Bauarbeiten, die vorwiegend von kroatischen und italienischen Fremdarbeitern durchgeführt wurden. Die neue Bahn erhielt an ihrem südlichen Ende ihren Anschluss an die Saarstrecke nicht direkt am Bahnhof Völklingen. Stattdessen wurde sie etwa zwei Kilometer vorher, im Bereich des späteren Haltepunktes Heidstock, an die bereits seit 1872 bestehende Bahnstrecke von der Püttlinger Grube Viktoria nach Völklingen angeschlossen.

Südende der Strecke, Situation ab 1914, nach Bau des Heidstock-Tunnels.

Am 1. Oktober 1911 wurde die komplette Strecke eingeweiht. Gleichzeitig war von Etzenhofen aus eine „Grubenanschlussbahn“ zur Grube Dilsburg gebaut worden. Am 16. November 1911 verließ der erste Zug mit Steinkohle die Grube. Die Grubenbahn lief von Etzenhofen aus zunächst parallel zum Gleis der Köllertalbahn durch Walpershofen; etwa 250 Meter nördlich des späteren Haltepunktes Walpershofen liefen dann die Hauptstrecke und die Bahn zur Grube Dilsburg y-förmig auseinander.
Bereits 1914 erfolgte im Bereich Völklingen eine Neutrassierung. Das von der Püttlinger Grubenbahn übernommene Streckenstück, welches am Völklinger Stadtrand die spätere Bundesstraße 51 über einen Bahnübergang kreuzte, wurde aufgelassen. Die neue Trasse unterquerte, wenige hundert Meter östlich der alten, die dort höher verlaufende Straße durch den neu erbauten Heidstocktunnel. Direkt daran anschließend kreuzte sie die Saarstrecke über eine Brücke, um dann in den Südteil des Völklinger Bahnhofs einzumünden.
Im Ersten Weltkrieg diente die Strecke unter anderem militärischen Zwecken. Nach dem Krieg gab es bereits erste Gedanken, die Strecke aufzugeben, insbesondere, nachdem aufgrund der Weltwirtschaftskrise die Grube Dilsburg 1931 stillgelegt wurde. Nach der Rückgliederung des Saargebietes an das Deutsche Reich 1935 wurde die Köllertalbahn wieder stärker frequentiert. Bis zu 28 Zugpaare und bis zu 8000 Personen täglich nutzten die Strecke 1936.
Das Parallelgleis durch Walpershofen wurde in dieser Zeit abgebaut, Walpershofen erhielt einen Haltepunkt, und die Stichbahn, die trotz der Grubenstilllegung noch in Betrieb war, wurde mit einer Weiche direkt an die Hauptstrecke angeschlossen.
Nach dem Zweiten Weltkrieg konnte die Strecke erst 1947, nach der provisorischen Wiederherstellung des Eiweiler Viaduktes, wieder auf der ganzen Länge in Betrieb genommen werden. Durch die Kohle- und Stahlkrise in den 1970er Jahren ging die Fahrgastzahl kontinuierlich zurück. Am 27. September 1985 fuhr der letzte reguläre Personenzug auf der Strecke. 1986 wurde auf Betreiben des Arbeitskreises Köllertalbahn eine Sonderfahrt zum 75-jährigen Bestehen der Köllertalbahn durchgeführt. Der Abschnitt Völklingen–Etzenhofen wurde danach stillgelegt und zurückgebaut. Von Lebach aus gab es zur Versorgung einiger Industriebetriebe geringen Güterverkehr bis Etzenhofen. Am 18. Juli 1993 gab es dann noch einmal Abschiedsfahrten auf der Reststrecke. Anschließend wurde die Strecke stillgelegt und komplett zurückgebaut.
Der alte Bahnhof in Püttlingen wurde 1989 als verkehrsgeschichtliches Bauwerk unter Denkmalschutz gestellt. Nach Umbau und Restaurierung wird es seit 1993 zu kulturellen Zwecken genutzt.

## Reaktivierung
2011 wurde der Abschnitt zwischen Walpershofen/Etzenhofen und Heusweiler Markt, am 5. Oktober 2014 die gesamte Strecke von Walpershofen/Etzenhofen nach Lebach für die Saarbahn nach Eisenbahn-Bau- und Betriebsordnung wieder in Betrieb genommen.
Die Strecke wurde dafür mit 750 Volt Gleichspannung elektrifiziert. Die Elektrifizierung erfolgte im Bereich des Bahnhofes Lebach und weiter bis Lebach-Jabach so, dass bei einer späteren Elektrifizierung der Strecke von Illingen eine Umstellung auf 15 kV Wechselspannung möglich ist.
Die Züge fahren tagsüber bis Heusweiler Markt im Viertelstundentakt, von dort bis Lebach halbstündlich. In der Hauptverkehrszeit fahren die Züge weiter über die Primstalbahn nach Lebach-Jabach.